# George Vancouver
George Vancouver (King's Lynn, 22 de juny de 1757 – Petersham, 10 de maig de 1798) va ser un capità de la Royal Navy britànica, que va explorar els mars d'Amèrica del Nord incloent les costes d'Alaska, Colúmbia Britànica, estat de Washington, i Oregon. També va explorar les illes Hawaii i la costa sud-oest d'Austràlia.
L'illa Vancouver, Canadà; les ciutats de Vancouver,Colúmbia Britànica i Vancouver, Washington,dels Estats Units i Mont Vancouver al Yukon reben el nom en honor seu.
El primer servei naval de George Vancouver va a ser a bord del Resolution comandat pel capità James Cook (1772–1775) cercant la Terra Australis.
El 1791 Vancouver, partint d'Anglaterra, comandà una expdició a la regió del Pacífic primer passaren per Cape Town, Austràlia, Nova Zelanda, Tahití, i Xina. Seguiren cap Amèrica del Nord a l'actual Oregon i estat de Washington. El 13 de juny de 1792 va ser el primer europeu a arribar a l'actual ciutat de Vancouver. El novembre de 1792 George Vancouver anà a Nootka, aleshores el port més important de la badia de l'illa Vancouver.
George Vancouver determinà que el Pas del nord-oest no existia a les latituds que s'havien suggerit durant molt de temps. Les seves cartes marítimes eren molt acurades i serviren com a referència per la navegació costanera durant generacions.
Vancouver, tanmateix, no va aconseguir descobrir dos grans rius de l'oest d'Amèrica del nord: el riu Fraser i el riu Colúmbia.